# Kiko Milano

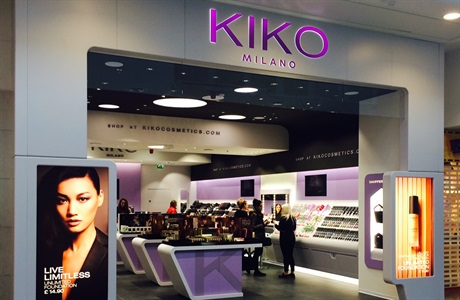
Botiga Kiko Milano

Kiko Makeup Milano és una companyia dedicada a la fabricació i posterior venda de productes de maquillatge i cosmètica. Es tracta d'una empresa multinacional, no franquícia, del Grup Percassi creada l'any 1997 a Milà per Antonio Percassi. Actualment es troba en una etapa de fort creixement. L'empresa té una grandària mitjana-gran i pertany al sector de la cosmètica de tipus Societat de responsabilitat limitada (SRL). Té la seu a Bergamo i Un ampli àmbit geogràfic a nivell nacional. En només 3 anys Kiko ha obert més de 300 botigues de productes cosmètics a Itàlia, Espanya, Alemanya, França, Portugal i el Regne Unit. Ha aconseguit tenir prop de 600 botigues repartides per tot Europa i 700 punts de venda arreu del món. També consta de botiga online, disponible a 35 països. "Be What You Want to Be" és la frase que recull la visió de Kiko. És l'eslogan que fa servir aquesta companyia italiana, que ofereix cosmètica professional presentant 1600 gammes de maquillatges, tractaments facials i corporals avantguardistes. Els productes són segurs i eficaços amb la més alta qualitat, creats per a satisfer les necessitats de bellesa de les dones de qualsevol edat.
Aquesta empresa no prova els seus productes en animals ni encarrega aquestes proves a tercers, en conformitat amb la normativa europea en matèria de productes cosmètics. A més, tots els ingredients dels seus productes han estat sotmesos a un estudi de toxicitat i la seva eficàcia ha estat demostrada científicament. En aspectes laborals, d'acord amb la legislació vigent, les condicions dels treballadors són òptimes i l'empresa es cuida de la seva seguretat així com de la higiene i la seguretat dels productes, que són sotmesos a estrictes proves clíniques que garanteixen que totes les fórmules són segures i fiables. Tots els productes per a la cura de la pell s'elaboren i se sotmeten a proves per garantir que siguin hipoalergènics i no comedogènics. Així com en els tractaments per a la pell del contorn dels ulls, que es sotmeten a proves oftalmològiques.